# Minkowice (województwo pomorskie)
Minkowice (kaszb. Mienkòjce lub też Minkòjce, niem. Menkewitz, dawniej Minkowice) – wieś kaszubska w Polsce położona w województwie pomorskim, w powiecie puckim, w gminie Krokowa przy drodze wojewódzkiej nr 213. Minkowice wraz z sąsiednią Krokową i innymi miejscowościami ościennymi: Goszczynem i Sławoszynem tworzy zwarty obszar zabudowany o charakterze małomiasteczkowym. W najbliższej okolicy znajdują się rezerwaty przyrody Moroszka Bielawskiego Błota i Woskownica Bielawskiego Błota. Przebiegała tędy trasa linii kolejowej Puck – Krokowa (zachodnia odnoga linii na Mierzeję Helską).
Wieś szlachecka Mieńkowice położona była w II połowie XVI wieku w powiecie puckim województwa pomorskiego.
Podczas zaboru pruskiego wieś nosiła nazwę niemiecką Menkewitz. Podczas okupacji niemieckiej nazwa Menkewitz w 1942 została przez nazistowskich propagandystów niemieckich (w ramach szerokiej akcji odkaszubiania i odpolszczania nazw niemieckiego lebensraumu) zweryfikowana jako zbyt kaszubska i przemianowana na nowo wymyśloną i bardziej niemiecką – Mönke.
W latach 1975–1998 miejscowość administracyjnie należała do województwa gdańskiego.
Inne miejscowości o nazwie: Minkowice, Minkowice Oławskie, Minkowice-Kolonia